# 16 kívánság
A 16 kívánság (eredeti cím: 16 Wishes) egy 2010-es amerikai-kanadai egész estés tévéfilm. Rendezte Peter DeLuise, írta Annie DeYoung és Emily Musgrave. Főszerepben Debby Ryan és Jean-Luc Bilodeau.
Az Amerikai Egyesült Államokban 2010. június 25-én mutatták be, Magyarországi premierje pedig 2010. december 31-én volt a Disney Channel-en.

## Szereplők
| Szereplő       | Színész            | Magyar hang     |
| -------------- | ------------------ | --------------- |
| Abby Jensen    | Debby Ryan         | Kálmánfi Anita  |
| Jay Kepler     | Jean-Luc Bilodeau  | Molnár Levente  |
| Celeste        | Anna Mae Routledge | Madarász Éva    |
| Krista Cook    | Karissa Tynes      | Tamási Nikolett |
| Bob Jensen     | Patrick Gilmore    | Lux Ádám        |
| Sue Jensen     | Kendall Cross      | ?               |
| Mike Jensen    | Cainan Wiebe       | ?               |
| Miss Duffy     | Brenda Crichlow    | Kerekes Andrea  |
| Logan Buchanan | Keenan Tracey      | Czető Roland    |

## Nemzetközi premierek
| Ország / Régió                | Csatorna                                  | Dátum               | Cím                             |
| ----------------------------- | ----------------------------------------- | ------------------- | ------------------------------- |
| Amerikai Egyesült Államok     | Disney Channel USA                        | 2010. június 13.    | 16 Wishes                       |
| Kanada                        | Family Channel                            | 2010. július 16.    | 16 Wishes                       |
| Ausztrália                    | Disney Channel Ausztrália                 | 2010. augusztus 7.  | 16 Wishes                       |
| Németország                   | Disney Channel Németország                | 2010. augusztus 14. | Der 16. Wunsch                  |
| Ausztria                      | Disney Channel Németország                | 2010. augusztus 14. | Der 16. Wunsch                  |
| Spanyolország                 | Disney Channel Spanyolország              | 2010. október 2.    | 16 Deseos                       |
| Mexikó                        | Disney Channel Latin-Amerika              | 2010. október 16.   | 16 Deseos                       |
| Chile                         | Disney Channel Latin-Amerika              | 2010. október 17.   | 16 Deseos                       |
| Argentína                     | Disney Channel Latin-Amerika              | 2010. október 17.   | 16 Deseos                       |
| Venezuela                     | Disney Channel Latin-Amerika              | 2010. október 17.   | 16 Deseos                       |
| Bolívia                       | Disney Channel Latin-Amerika              | 2010. október 17.   | 16 Deseos                       |
| Peru                          | Disney Channel Latin-Amerika              | 2010. október 17.   | 16 Deseos                       |
| Ecuador                       | Disney Channel Latin-Amerika              | 2010. október 17.   | 16 Deseos                       |
| Kolumbia                      | Disney Channel Latin-Amerika              | 2010. október 17.   | 16 Deseos                       |
| Panama                        | Disney Channel Latin-Amerika              | 2010. október 17.   |                                 |
| Brazília                      | Disney Channel Brazília                   | 2010. október 17.   | 16 Desejos                      |
| Olaszország                   | Disney Channel Olaszország                | 2010. november 12.  | I 16 Desideri                   |
| Japán                         | Disney Channel Japán                      | 2010. november 12.  | スイート16 ～キャンドルに願いを |
| Izrael                        | Disney Channel Izrael                     | 2010. november 18.  | 16 משאלות                       |
| Fülöp-szigetek                | Disney Channel Ázsia                      | 2010. november 21.  | 16 Wishes                       |
| Indonézia                     | Disney Channel Ázsia                      | 2010. november 21.  | 16 Wishes                       |
| Malajzia                      | Disney Channel Ázsia                      | 2010. november 21.  | 16 Wishes                       |
| Szingapúr                     | Disney Channel Ázsia                      | 2010. november 21.  | 16 Wishes                       |
| Thaiföld                      | Disney Channel Ázsia                      | 2010. november 21.  | 16 Wishes                       |
| Vietnám                       | Disney Channel Ázsia                      | 2010. november 21.  | 16 Wishes                       |
| Egyesült Királyság · Írország | Disney Channel UK és Írország             | 2010. december 3.   | 16 Wishes                       |
| Hollandia                     | Disney Channel (Hollandia / Flandria)     | December 10, 2010   | 16 Wishes                       |
| Belgium                       | Disney Channel (Hollandia / Flandria)     | December 10, 2010   | 16 Wishes                       |
| Lengyelország                 | Disney Channel Lengyelország              | 2010. december 24.  | 16 Życzeń                       |
| Románia                       | Disney Channel Románia                    | 2010. december 31.  | 16 Dorinţe                      |
| Csehország                    | Disney Channel (Cseh Köztársaság)         | 2010. december 31.  | 16 přání                        |
| Szlovákia                     | Disney Channel (Cseh Köztársaság)         | 2010. december 31.  | 16 přání                        |
| Magyarország                  | Disney Channel                            | 2010. december 31.  | 16 kívánság                     |
| Oroszország                   | Disney Channel Oroszország                | 2010. december 31.  | 16 Желаний                      |
| Dél-afrikai Köztársaság       | Disney Channel Dél-Afrika                 | 2010. december 31.  | 16 Wishes                       |
| Arab államok                  | Disney Channel Közel-Kelet                | 2010. december 31.  | 16 Wishes                       |
| Görögország                   | Disney Channel Görögország / Makedonia TV | 2010. december 31.  | 16 Ευχές                        |
| Törökország                   | Disney Channel Törökország                | 2010. december 31.  | 16 Dilek                        |
| Bulgária                      | Disney Channel Bulgária                   | 2010. december 31.  | 16 Желания                      |
| Szerbia                       | Disney Channel Szerbia                    | 2011. január 1.     | 16 Wishes                       |
| Franciaország                 | Disney Channel Franciaország              | 2011. január 5.     | 16 Voeux                        |
| Lettország                    | TV3 Lettország                            | 2011. július 20.    | 16 Vēlēsanās                    |

## Filmzenék
A film azonos című albuma 2010. június 15-én jelent meg az Amerikai Egyesült Államokban, a Marvista Entertainment forgalmazásában.

### Számlista
|     | Cím                        | Előadó(k)         | Hossz |
| --- | -------------------------- | ----------------- | ----- |
| 1.  | A Wish Comes True Everyday | Debby Ryan        | 3:10  |
| 2.  | No One's Fool              | Keith & Renee     | 3:15  |
| 3.  | Princess Girl              | Minnutes          | 3:21  |
| 4.  | Bad Momma                  | Chad Gendason     | 2:19  |
| 5.  | Saying Goodbye             | Chase Ryan        | 2:44  |
| 6.  | Picture Perfect            | Jennifer Catheart | 3:14  |
| 7.  | The Way It Used To Be      | Not by Choice     | 4:05  |
| 8.  | Vertigo                    | Willknots         | 3:38  |
| 9.  | Overreaction               | Chad Gendason     | 3:15  |
| 10. | Open Eyes                  | Debby Ryan        | 4:06  |
| 11. | Don't Wanna Grow Up        | Willknots         | 3:53  |

## Fordítás
Ez a szócikk részben vagy egészben  a(z)   16 Wishes című angol Wikipédia-szócikk fordításán alapul.  Az eredeti cikk szerkesztőit annak laptörténete sorolja fel. Ez a jelzés csupán a megfogalmazás eredetét és a szerzői jogokat jelzi, nem szolgál a cikkben szereplő információk forrásmegjelöléseként.